# 1994 في التشيك
فيما يلي قوائم الأحداث التي وقعت خلال عام 1994 في التشيك.

## رياضة
- 1 يناير – جائزة التشيك الكبرى للدراجات النارية 1994

## مواليد

### مارس
- 6 مارس – جان فيليب لاعب كرة قدم تشيكي.

### أبريل
- 3 أبريل – ميكال كاسال لاعب كرة يد تشيكي.
- 13 أبريل – باتريك سفوبودا لاعب كرة قدم تشيكي.

### مايو
- 6 مايو – فيرونيكا مالا لاعبة كرة يد تشيكية.

### يونيو
- 11 يونيو – باتريك ماسيج لاعب كرة قدم تشيكي.

### يوليو
- 6 يوليو – فريز

### أغسطس
- 7 أغسطس – ميلان هافيل لاعب كرة قدم تشيكي.
- 8 أغسطس – دومينيك سيمون لاعب هوكي جليد تشيكي.

### سبتمبر
- 2 سبتمبر – ليني مغنية تشيكية.

### أكتوبر
- 10 أكتوبر – تيريزا سميتكوفا لاعبة كرة مضرب تشيكية.
- 17 أكتوبر – بترا كودلاتشكوفا لاعبة كرة يد تشيكية.
- 24 أكتوبر – تيريزا مارتينكفا لاعبة كرة مضرب تشيكية.

### نوفمبر
- 28 نوفمبر – أندريا بيزديكوفا

### ديسمبر
- 2 ديسمبر – لوكاش يوليش لاعب كرة قدم تشيكي.

## وفيات

### مايو
- 14 مايو – فاكلاف ماريك (مواليد 1908)
- 20 مايو – ييري سوبوتكا (مواليد 1911) لاعب كرة قدم تشيكي.

### أكتوبر
- 9 أكتوبر – رولف ثييل (مواليد 1918)

### ديسمبر
- 5 ديسمبر – هاري هورنر (مواليد 1910)
- 10 ديسمبر – جيري ماريك (مواليد 1914)